# Castro Pretorio (estación)
Castro Pretorio es una estación de la línea B del Metro de Roma. Se encuentra en viale Castro Pretorio con via San Martino della Battaglia, en el rione Castro Pretorio, junto al Castra Praetoria, antiguo lugar de entrenamiento de la guardia pretoriana.
En su entorno, además, se encuentra la Puerta Pía, la Porta Nomentana y la ciudad universitaria de la Universidad de Roma La Sapienza.